# A-förpackning
A-förpackning AB är ett familjeägt emballage- och logistikföretag med omkring 60 anställda. Företaget grundades 1917 under namnet Bröderna Ljungquist.

## Historia
Bröderna Ljungquist etablerades i Göteborg 1917 och sålde till en början papperspåsar och bindgarn. Tio år senare ombildas företaget till aktiebolag och började i samband med detta också att sälja wellemballage till industri- och företagskunder. 
I slutet av 1974 köpte familjen Lindgren upp samtliga aktier i Bröderna Ljungquist AB och fyra år senare förvärvade de A-förpackning AB. Under slutet av 90-talet omformas företaget återigen varpå de båda bolagen slås ihop under det gemensamma namnet A-förpackning AB med de båda affärsområdena A-förpackning och Bröderna Ljungquist. 
Under början av 2000-talet flyttade A-Förpackning AB huvudkontoret till nybyggda lokaler i Mölndal.
I början av 2013 färdigställdes ytterligare en logistikanlägning i Eskilstuna. Anläggningen har en yta på drygt 4 000 kvadratmeter och ligger i direkt anslutning till E20 och Eskilstuna flygplats.